# Юхново (Струго-Красненский район)
Юхново — нежилая деревня в Струго-Красненском районе Псковской области Российской Федерации. Территориально  относится к дер. Горка сельского поселения «Марьинская волость».

## География
Находится на северо-востоке региона, в  северо-западной части  района, в лесной местности, около р. Желча , в 2 км к юго-западу от дер. Горка.

## История
Первое упоминание — 1501 г., дер. Юхново Лосицкого погоста Шелонской пятины.
Снята с учёта решением облисполкома № 398 от 12 ноября 1979 года.
Ошибочно сохранялась в  списке населённых пунктов.
Согласно Закону Псковской области от 28 февраля 2005 года  деревня Юхново вошла в состав образованного муниципального образования Сиковицкая волость.

## Население
| 2001 |
| ---- |
| 0    |

## Инфраструктура
Водяная мельница Юхново на р. Желча (1862). 

## Транспорт
Просёлочная дорога .